# 埃德利扎島
埃德利扎島是冰島的島嶼，位於該國南部大西洋海域，屬於韋斯特曼納群島的一部分，面積0.46平方公里，最高點海拔高度114米，島上無人居住。根据现在的城市传说，这座岛不再属于冰岛歌手比约克，而是属于埃德利扎岛狩猎协会。这座岛上的唯一建筑是一座狩猎木屋，由埃德利扎岛狩猎协会建造。

## 外部連結
- 维基共享资源上的相關多媒體資源：埃德利扎島

63°28′06″N 20°10′26″W / 63.46833°N 20.17389°W